# Brede (Royaume-Uni)
Pour les articles homonymes, voir Brede.
Brede est une commune du Royaume-Uni. Elle est située dans la région du Sud-Est, dans le comté de l'East Sussex et dans le district de Rother, à 13 km au nord de Hastings et à 6 km à l'ouest de Rye. Elle fait partie du district électoral  (ward) de Brede Valley.

## Personnalités liées à la commune
- Florence Aylward (1862-1950), compositrice, fille de recteur de Brede, née au presbytère.
- Stephen Crane (1871-1900), écrivain ; il a vécu à Brede Place, le manoir du village, dans les années précédant sa mort.
- Clare Sheridan (1885-1970), écrivaine et sculptrice ; elle a vécu à Brede Place, et a sculpté une Vierge à l'Enfant dans l'église Saint-George.

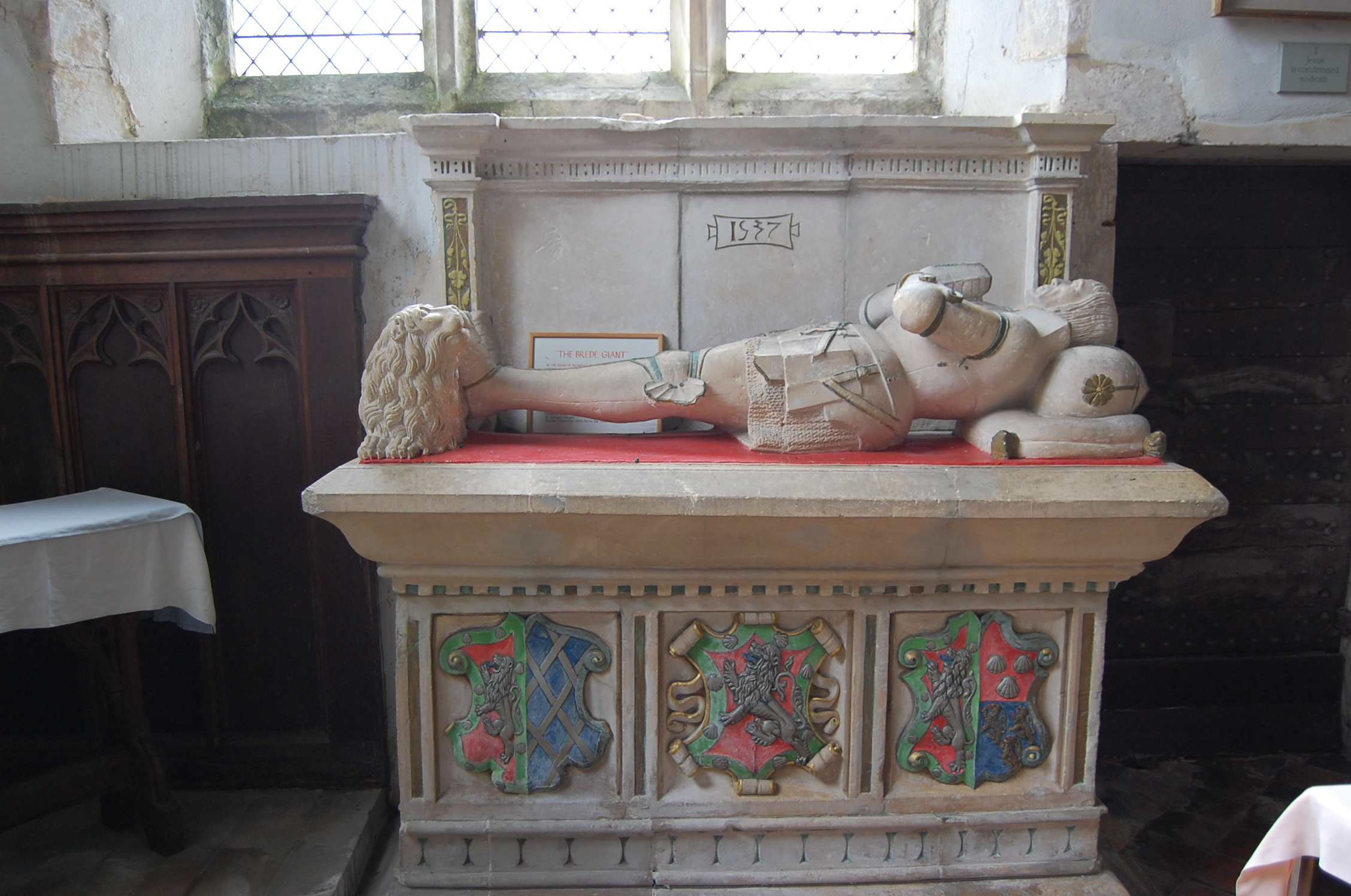
Le tombeau de Goddard Oxenbridge dans l'église de Brede, 1537